# Ons stenen tijdperk
Ons stenen tijdperk is een hoorspel van Jacques Perret en Jean Forest. Het werd onder de titel Blumen für Monsieur Jean op 21 oktober 1959 door de Westdeutscher Rundfunk uitgezonden. Gérard van Kalmthout vertaalde het en de KRO zond het uit in het programma Dinsdagavondtheater op dinsdag 27 mei 1969 (met een  herhaling op donderdag 25 mei 1989). De regisseur was Léon Povel. Het hoorspel duurde 52 minuten.

## Rolbezetting
- Hans Veerman (verteller)
- Bernard Droog (Jean Papeuil)
- Jan Borkus (verkoper & eerste passagier)
- Nel Snel (mevrouw Léon)
- Harry Bronk (verkoper in de bloemenwinkel, tweede passagier & gast in restaurant
- Han König (parkwachter & vader)
- Willy Ruys (archeoloog, derde passagier & tweede kaartspeler)
- Tom van Beek (Joseph & eerste kaartspeler)
- Chris Baay (meneer Guesdon)
- Tonny Foletta (kerkhofbewaker, derde kaartspeler & gast in restaurant
- Trudy Libosan (een jongen)
- Peronne Hosang (de dame)
- Eva Janssen (huishoudster)

## Inhoud
Jean Papeuil werkt als kleine employé bij een Parijse firma. Hij is midden in de 30 en woont in een kamer in de binnenstad. In de afdeling tuinartikelen van een warenhuis bekruipt hem een vreemd gevoel: als bewoner van de grote stad krijgt hij plots heimwee naar het platteland, naar de natuur, naar het groen. Hij koopt een zakje lathyruszaden en een bloempot. Pas als hij thuis is, merkt hij dat hij geen aarde heeft om de zaden in te planten. Dus gaat hij in de steenwoestijn van Parijs op zoek naar aarde…